# Кесаб (нохія)
Кесаб (араб. ناحية كسب‎‎) — нохія у Сирії, що входить до складу району Латакія провінції Латакія. Адміністративний центр — м. Кесаб.
| Сирія | Це незавершена стаття з географії Сирії. Ви можете допомогти проєкту, виправивши або дописавши її. |